# Jonathan Bolingi
Jonathan Bolingi (Kinshasa, Zaire, 30 de junio de 1994) es un futbolista de República Democrática del Congo que juega en las posiciones de delantero y extremo, y que actualmente milita en el FK Vojvodina de la Superliga Serbia. Es hijo del también futbolista Mpangi Merikani.

## Carrera

### Club
| Periodo   | Club                         |
| --------- | ---------------------------- |
| 2013-2014 | Jomo Cosmos                  |
| 2014-2017 | TP Mazembe                   |
| 2017-2018 | Standard Liège               |
| 2017–2018 | → RE Mouscron (cedido)       |
| 2018-2021 | Royal Antwerp FC             |
| 2019-2020 | → KAS Eupen (cedido)         |
| 2020-2021 | → Ankaragücü (cedido)        |
| 2021      | → FC Lausanne-Sport (cedido) |
| 2022-2023 | Buriram United               |
| 2023-     | FK Vojvodina                 |

### Selección nacional
Debutó con República Democrática del Congo el 15 de octubre de 2014 entrando de cambio al minuto 66 por Junior Kabananga en la victoria por 4-3 ante Costa de Marfil en un partido amistoso en Abiyán y su primer gol internacional lo anotó el 21 de enero de 2016 en la victoria por 4-2 ante Angola en Butare por el Campeonato Africano de Naciones de 2016. Ha jugado en dos ediciones de la Copa Africana de Naciones.
| N.º | Fecha      | Sede                                   | Rival                    | Marcador | Resultado   | Torneo                                                  |
| --- | ---------- | -------------------------------------- | ------------------------ | -------- | ----------- | ------------------------------------------------------- |
| 1.  | 21-1-2016  | Stade Huye, Butare, Ruanda             | Angola                   | 3–0      | 4–2         | Campeonato Africano de Naciones de 2016                 |
| 2.  | 3-2-2016   | Amahoro Stadium, Kigali, Ruanda        | Guinea                   | 1–0      | 1–1 (5–4 p) | Campeonato Africano de Naciones de 2016                 |
| 3.  | 7-2-2016   | Amahoro Stadium, Kigali, Ruanda        | Malí                     | 3–0      | 3–0         | Campeonato Africano de Naciones de 2016                 |
| 4.  | 29-3-2016  | Estádio 11 de Novembro, Luanda, Angola | Angola                   | 2–0      | 2–0         | Clasificación para la Copa Africana de Naciones de 2017 |
| 5.  | 4-9-2016   | Stade des Martyrs, Kinshasa, RD Congo  | República Centroafricana | 3–1      | 4–1         | Clasificación para la Copa Africana de Naciones de 2017 |
| 6.  | 8-10-2016  | Stade des Martyrs, Kinshasa, RD Congo  | Libia                    | 2–0      | 4–0         | Clasificación para la Copa Mundial de Fútbol de 2018    |
| 7.  | 11-11-2017 | Stade des Martyrs, Kinshasa, RD Congo  | Guinea                   | 2–1      | 3–1         | Clasificación para la Copa Mundial de Fútbol de 2018    |
| 8.  | 30-6-2019  | 30 June Stadium, Cairo, Egipto         | Zimbabue                 | 1–0      | 4–0         | Copa Africana de Naciones 2019                          |
| 9.  | 8-6-2022   | Al-Hilal Stadium, Omdurman, Sudán      | Sudán                    | 1–2      | 1–2         | Clasificación para la Copa Africana de Naciones de 2023 |

## Logros

### Club
- Linafoot: 2013-14, 2015-16
- Liga de Campeones de la CAF: 2015
- Supercopa de la CAF: 2016
- Copa Confederación de la CAF: 2016
- Liga de Tailandia: 2021-22, 2022-23
- Copa FA de Tailandia: 2021-22, 2022–23
- Copa de la Liga de Tailandia: 2021-22, 2022-23

### Selección nacional
- Campeonato Africano de Naciones: 2016